# 王勳
王勳（おう くん）は、前漢の人である。生没年不明。成帝から哀帝の時代、鴻嘉2年（紀元前19年）から建平2年（紀元前5年）まで邛成侯であったが、罪を得て免じられた。
祖父は王奉光で、宣帝の皇后（王皇后）の父であったため邛成侯に立てられた。父は王敞。子に王堅固がいた。
王勳は父の後をついで鴻嘉2年（紀元前19年）に邛成侯になった。14年後の建平2年（紀元前5年）、選挙（郷挙里選）での不正を疑われ、廷史（取り調べの役人）を罵った。大不敬の罪とされ、免じられて、庶民に落とされた。